# Gran Premio di superbike di Lausitz 2017
Il Gran Premio di superbike di Lausitz 2017 è stato la nona prova su tredici del campionato mondiale Superbike 2017, disputato il 19 e 20 agosto sul circuito di Lausitz, in gara 1 ha visto la vittoria di Chaz Davies davanti a Jonathan Rea e Tom Sykes, lo stesso pilota si è ripetuto anche in gara 2, davanti a Jonathan Rea e Marco Melandri.
La vittoria nella gara valevole per il campionato mondiale Supersport 2017 è stata ottenuta da Sheridan Morais, mentre quella del campionato mondiale Supersport 300 è stata ottenuta da Alfonso Coppola che centra così il primo successo di un pilota italiano in questa categoria.
La gara della supersport è stata interrotta dopo 16 giri a causa di un incidente occorso a Federico Caricasulo e non è più stata ripresa.

## Risultati

### Gara 1

#### Arrivati al traguardo
| Pos. | Nº | Pilota               | Squadra                  | Motocicletta      | Giri | Tempo     | Griglia | Punti |
| ---- | -- | -------------------- | ------------------------ | ----------------- | ---- | --------- | ------- | ----- |
| 1º   | 7  | Chaz Davies          | Aruba.it Racing - Ducati | Ducati Panigale R | 21   | 34'08.073 | 6º      | 25    |
| 2º   | 1  | Jonathan Rea         | Kawasaki Racing          | Kawasaki ZX-10RR  | 21   | +1.834    | 2º      | 20    |
| 3º   | 66 | Tom Sykes            | Kawasaki Racing          | Kawasaki ZX-10RR  | 21   | +3.250    | 1º      | 16    |
| 4º   | 33 | Marco Melandri       | Aruba.it Racing - Ducati | Ducati Panigale R | 21   | +16.005   | 4º      | 13    |
| 5º   | 2  | Leon Camier          | MV Agusta Reparto Corse  | MV Agusta 1000 F4 | 21   | +16.597   | 9º      | 11    |
| 6º   | 22 | Alex Lowes           | Pata Yamaha              | Yamaha YZF R1     | 21   | +16.783   | 7º      | 10    |
| 7º   | 32 | Lorenzo Savadori     | Milwaukee Aprilia        | Aprilia RSV4 RF   | 21   | +24.898   | 3º      | 9     |
| 8º   | 12 | Javier Forés         | Barni Racing             | Ducati Panigale R | 21   | +31.137   | 12º     | 8     |
| 9º   | 81 | Jordi Torres         | Althea BMW Racing        | BMW S 1000 RR     | 21   | +31.373   | 5º      | 7     |
| 10º  | 50 | Eugene Laverty       | Milwaukee Aprilia        | Aprilia RSV4 RF   | 21   | +40.593   | 8º      | 6     |
| 11º  | 36 | Leandro Mercado      | IodaRacing               | Aprilia RSV4 RF   | 21   | +47.796   | 14º     | 5     |
| 12º  | 88 | Randy Krummenacher   | Kawasaki Puccetti Racing | Kawasaki ZX-10RR  | 21   | +48.509   | 19º     | 4     |
| 13º  | 21 | Markus Reiterberger  | Van Zon Remeha BMW       | BMW S 1000 RR     | 21   | +50.795   | 10º     | 3     |
| 14º  | 40 | Román Ramos          | Kawasaki Go Eleven       | Kawasaki ZX-10RR  | 21   | +1'00.282 | 20º     | 2     |
| 15º  | 60 | Michael van der Mark | Pata Yamaha              | Yamaha YZF R1     | 21   | +1'04.118 | 11º     | 1     |
| 16º  | 86 | Ayrton Badovini      | Grillini Racing          | Kawasaki ZX-10RR  | 21   | +1'35.425 | 16º     |       |

#### Ritirati
| Nº | Pilota           | Squadra                     | Motocicletta     | Giri | Griglia |
| -- | ---------------- | --------------------------- | ---------------- | ---- | ------- |
| 35 | Raffaele De Rosa | Althea BMW Racing           | BMW S 1000 RR    | 16   | 13º     |
| 19 | Paweł Szkopek    | Pazera Racing               | Yamaha YZF R1    | 15   | 21º     |
| 84 | Riccardo Russo   | Pedercini Racing SC-Project | Kawasaki ZX-10RR | 14   | 22º     |
| 37 | Ondřej Ježek     | Grillini Racing             | Kawasaki ZX-10RR | 10   | 18º     |
| 34 | Davide Giugliano | Red Bull Honda              | Honda CBR1000RR  | 10   | 17º     |
| 55 | Massimo Roccoli  | Guandalini Racing           | Yamaha YZF R1    | 6    | 23º     |

### Gara 2

#### Arrivati al traguardo
| Pos. | Nº | Pilota               | Squadra                  | Motocicletta      | Giri | Tempo     | Griglia | Punti |
| ---- | -- | -------------------- | ------------------------ | ----------------- | ---- | --------- | ------- | ----- |
| 1º   | 7  | Chaz Davies          | Aruba.it Racing - Ducati | Ducati Panigale R | 21   | 34'05.220 | 6º      | 25    |
| 2º   | 1  | Jonathan Rea         | Kawasaki Racing          | Kawasaki ZX-10RR  | 21   | +2.290    | 2º      | 20    |
| 3º   | 33 | Marco Melandri       | Aruba.it Racing - Ducati | Ducati Panigale R | 21   | +4.388    | 4º      | 16    |
| 4º   | 66 | Tom Sykes            | Kawasaki Racing          | Kawasaki ZX-10RR  | 21   | +14.167   | 1º      | 13    |
| 5º   | 22 | Alex Lowes           | Pata Yamaha              | Yamaha YZF R1     | 21   | +15.786   | 7º      | 11    |
| 6º   | 2  | Leon Camier          | MV Agusta Reparto Corse  | MV Agusta 1000 F4 | 21   | +16.023   | 9º      | 10    |
| 7º   | 32 | Lorenzo Savadori     | Milwaukee Aprilia        | Aprilia RSV4 RF   | 21   | +16.138   | 3º      | 9     |
| 8º   | 81 | Jordi Torres         | Althea BMW Racing        | BMW S 1000 RR     | 21   | +16.900   | 5º      | 8     |
| 9º   | 21 | Markus Reiterberger  | Van Zon Remeha BMW       | BMW S 1000 RR     | 21   | +20.355   | 10º     | 7     |
| 10º  | 12 | Javier Forés         | Barni Racing             | Ducati Panigale R | 21   | +24.066   | 12º     | 6     |
| 11º  | 60 | Michael van der Mark | Pata Yamaha              | Yamaha YZF R1     | 21   | +24.885   | 11º     | 5     |
| 12º  | 36 | Leandro Mercado      | IodaRacing               | Aprilia RSV4 RF   | 21   | +35.566   | 14º     | 4     |
| 13º  | 6  | Stefan Bradl         | Red Bull Honda           | Honda CBR1000RR   | 21   | +36.772   | 15º     | 3     |
| 14º  | 40 | Román Ramos          | Kawasaki Go Eleven       | Kawasaki ZX-10RR  | 21   | +38.508   | 20º     | 2     |
| 15º  | 35 | Raffaele De Rosa     | Althea BMW Racing        | BMW S 1000 RR     | 21   | +39.613   | 13º     | 1     |
| 16º  | 37 | Ondřej Ježek         | Grillini Racing          | Kawasaki ZX-10RR  | 21   | +1'00.744 | 18º     |       |
| 17º  | 34 | Davide Giugliano     | Red Bull Honda           | Honda CBR1000RR   | 21   | +1'01.401 | 17º     |       |
| 18º  | 86 | Ayrton Badovini      | Grillini Racing          | Kawasaki ZX-10RR  | 21   | +1'01.531 | 16º     |       |
| 19º  | 55 | Massimo Roccoli      | Guandalini Racing        | Yamaha YZF R1     | 21   | +1'27.642 | 23º     |       |

#### Ritirati
| Nº | Pilota             | Squadra                     | Motocicletta     | Giri | Griglia |
| -- | ------------------ | --------------------------- | ---------------- | ---- | ------- |
| 88 | Randy Krummenacher | Kawasaki Puccetti Racing    | Kawasaki ZX-10RR | 15   | 19º     |
| 84 | Riccardo Russo     | Pedercini Racing SC-Project | Kawasaki ZX-10RR | 15   | 22º     |
| 19 | Paweł Szkopek      | Pazera Racing               | Yamaha YZF R1    | 13   | 21º     |
| 50 | Eugene Laverty     | Milwaukee Aprilia           | Aprilia RSV4 RF  | 8    | 8º      |

### Supersport

#### Arrivati al traguardo
| Pos. | Nº  | Pilota                | Squadra                         | Motocicletta        | Giri | Tempo     | Griglia | Punti |
| ---- | --- | --------------------- | ------------------------------- | ------------------- | ---- | --------- | ------- | ----- |
| 1º   | 32  | Sheridan Morais       | Kallio Racing                   | Yamaha YZF R6       | 16   | 27'11.624 | 1º      | 25    |
| 2º   | 1   | Kenan Sofuoğlu        | Kawasaki Puccetti Racing        | Kawasaki ZX-6R      | 16   | + 0.354   | 5º      | 20    |
| 3º   | 144 | Lucas Mahias          | GRT Yamaha                      | Yamaha YZF R6       | 16   | + 0.600   | 6º      | 16    |
| 4º   | 16  | Jules Cluzel          | CIA Landlord Insurance Honda    | Honda CBR600RR      | 16   | +1.010    | 4º      | 13    |
| 5º   | 66  | Niki Tuuli            | Kallio Racing                   | Yamaha YZF R6       | 16   | +9.463    | 3º      | 11    |
| 6º   | 87  | Lorenzo Zanetti       | Factory Vamag                   | MV Agusta F3 675    | 16   | +11.834   | 8º      | 10    |
| 7º   | 111 | Kyle Smith            | Gemar Team Lorini               | Honda CBR600RR      | 16   | +14.175   | 9º      | 9     |
| 8º   | 13  | Anthony West          | EAB West Racing                 | Yamaha YZF R6       | 16   | +15.761   | 13º     | 8     |
| 9º   | 36  | Thomas Gradinger      | MPB Racing                      | Yamaha YZF R6       | 16   | +21.846   | 17º     | 7     |
| 10º  | 81  | Luke Stapleford       | Profile Racing                  | Triumph Daytona 675 | 16   | +26.955   | 7º      | 6     |
| 11º  | 71  | Christoffer Bergman   | CIA Landlord Insurance Honda    | Honda CBR600RR      | 16   | +28.740   | 15º     | 5     |
| 12º  | 11  | Christian Gamarino    | Bardahl Evan Bros. Honda Racing | Honda CBR600RR      | 16   | +28.860   | 22º     | 4     |
| 13º  | 38  | Hannes Soomer         | WILSport Racedays               | Honda CBR600RR      | 16   | +30.470   | 10º     | 3     |
| 14º  | 61  | Alessandro Zaccone    | MV Agusta Reparto Corse         | MV Agusta F3 675    | 16   | +35.015   | 16º     | 2     |
| 15º  | 65  | Michael Canducci      | 3570 Puccetti Racing FMI        | Kawasaki ZX-6R      | 16   | +37.982   | 18º     | 1     |
| 16º  | 77  | Kyle Ryde             | Kawasaki Puccetti Racing        | Kawasaki ZX-6R      | 16   | +38.186   | 21º     |       |
| 17º  | 56  | Péter Sebestyén       | SSP Hungary by Pedercini Racing | Kawasaki ZX-6R      | 16   | +42.414   | 29º     |       |
| 18º  | 10  | Nacho Calero          | Orelac Racing VerdNatura        | Kawasaki ZX-6R      | 16   | +45.043   | 20º     |       |
| 19º  | 63  | Zulfahmi Khairuddin   | Orelac Racing VerdNatura        | Kawasaki ZX-6R      | 16   | +45.535   | 26º     |       |
| 20º  | 26  | Kazuki Watanabe       | Kawasaki Go Eleven              | Kawasaki ZX-6R      | 16   | +47.126   | 24º     |       |
| 21º  | 83  | Lachlan Epis          | Response RE Racing              | Kawasaki ZX-6R      | 16   | +48.127   | 28º     |       |
| 22º  | 74  | Jaimie van Sikkelerus | MVR Racing                      | Yamaha YZF R6       | 16   | +1'04.701 | 30º     |       |
| 23º  | 78  | Hikari Ōkubo          | CIA Landlord Insurance Honda    | Honda CBR600RR      | 16   | +1'13.606 | 11º     |       |
| 24º  | 104 | Ken Eguchi            | Kawasaki Puccetti Racing        | Kawasaki ZX-6R      | 16   | +1'22.160 | 32º     |       |
| 25º  | 35  | Stefan Hill           | Profile Racing                  | Triumph Daytona 675 | 16   | +1'46.142 | 27º     |       |
| 26º  | 48  | Giuseppe Scarcella    | Gemar Team Lorini               | Honda CBR600RR      | 15   | +1 giro   | 33º     |       |

#### Ritirati
| Nº  | Pilota              | Squadra                         | Motocicletta     | Giri | Griglia |
| --- | ------------------- | ------------------------------- | ---------------- | ---- | ------- |
| 64  | Federico Caricasulo | GRT Yamaha                      | Yamaha YZF R6    | 16   | 2º      |
| 99  | Patrick Jacobsen    | MV Agusta Reparto Corse         | MV Agusta F3 675 | 15   | 14º     |
| 4   | Gino Rea            | Kawasaki Go Eleven              | Kawasaki ZX-6R   | 15   | 12º     |
| 25  | Alex Baldolini      | Race Department ATK#25          | MV Agusta F3 675 | 14   | 23º     |
| 147 | Marc Buchner        | MVR Racing                      | Yamaha YZF R6    | 7    | 25º     |
| 47  | Rob Hartog          | Hartog - Jenik - Against Cancer | Kawasaki ZX-6R   | 1    | 19º     |

#### Non Partito
| Nº | Pilota          | Squadra                | Motocicletta     | Griglia |
| -- | --------------- | ---------------------- | ---------------- | ------- |
| 69 | Xavier Cardelús | Race Department ATK#25 | MV Agusta F3 675 | 31º     |

### Supersport 300

#### Arrivati al traguardo
| Pos. | Nº  | Pilota                    | Squadra                             | Motocicletta       | Giri | Tempo     | Griglia | Punti |
| ---- | --- | ------------------------- | ----------------------------------- | ------------------ | ---- | --------- | ------- | ----- |
| 1º   | 15  | Alfonso Coppola           | SK Racing                           | Yamaha YZF-R3      | 12   | 23'29.698 | 1º      | 25    |
| 2º   | 41  | Marc García               | Halcourier Racing                   | Yamaha YZF-R3      | 12   | +0.018    | 3º      | 20    |
| 3º   | 6   | Robert Schotman           | GRT Yamaha                          | Yamaha YZF-R3      | 12   | +1.221    | 8º      | 16    |
| 4º   | 33  | Daniel Valle              | Halcourier Racing                   | Yamaha YZF-R3      | 12   | +1.539    | 16º     | 13    |
| 5º   | 25  | Borja Sánchez             | Halcourier Racing                   | Yamaha YZF-R3      | 12   | +1.687    | 9º      | 11    |
| 6º   | 22  | Mykyta Kalinin            | MotoxRacing                         | Yamaha YZF-R3      | 12   | +1.739    | 13º     | 10    |
| 7º   | 22  | Tim Georgi                | Freudenberg Racing                  | Yamaha YZF-R3      | 12   | +5.554    | 10º     | 9     |
| 8º   | 22  | Maximilian Kappler        | Freudenberg Racing                  | Yamaha YZF-R3      | 12   | +12.655   | 14º     | 8     |
| 9º   | 20  | Dorren Loureiro           | DS Junior                           | Yamaha YZF-R3      | 12   | +12.675   | 22º     | 7     |
| 10º  | 80  | Armando Pontone           | Ioda Racing                         | Yamaha YZF-R3      | 12   | +12.807   | 25º     | 6     |
| 11º  | 12  | Ali Adriansyah Rusmiputro | Pertamina Almeria Racing            | Yamaha YZF-R3      | 12   | +12.856   | 12º     | 5     |
| 12º  | 2   | Ana Carrasco              | ETG Racing                          | Kawasaki Ninja 300 | 12   | +13.147   | 5º      | 4     |
| 13º  | 35  | Alex Triglia              | Scuderia Maranga Racing             | Honda CBR500R      | 12   | +14.658   | 11º     | 3     |
| 14º  | 17  | Gabriel Noderer           | Scuderia Maranga Racing             | Honda CBR500R      | 12   | +18.975   | 6º      | 2     |
| 15º  | 87  | Angelo Licciardi          | Team Trasimeno                      | Yamaha YZF-R3      | 12   | +23.870   | 30º     | 1     |
| 16º  | 27  | Filippo Rovelli           | ParkinGO DS Junior                  | Yamaha YZF-R3      | 12   | +24.055   | 17º     |       |
| 17º  | 54  | Harun Çabuk               | Kawasaki Puccetti Racing            | Kawasaki Ninja 300 | 12   | +38.414   | 28º     |       |
| 18º  | 9   | Ruben Doorakkers          | MVR Racing                          | Yamaha YZF-R3      | 12   | +40.509   | 31º     |       |
| 19º  | 28  | Paolo Giacomini           | Terra e Moto                        | Yamaha YZF-R3      | 12   | +40.764   | 23º     |       |
| 20º  | 130 | Renzo Ferreira            | Kallio Racing                       | Yamaha YZF-R3      | 12   | +46.327   | 33º     |       |
| 21º  | 53  | Valentin Grimoux          | Team Toth                           | Yamaha YZF-R3      | 12   | +46.373   | 34º     |       |
| 22º  | 7   | Nicola Settimo            | Bierreti by 2R                      | Yamaha YZF-R3      | 12   | +56.706   | 27º     |       |
| 23º  | 19  | Edoardo Rovelli           | ParkinGO DS Junior                  | Yamaha YZF-R3      | 12   | +57.548   | 26º     |       |
| 24º  | 26  | Jared Schultz             | DDM by BWG_Bike & Motor RT_Grimaldi | Kawasaki Ninja 300 | 12   | +57.662   | 35º     |       |
| 25º  | 95  | Giuseppe De Gruttola      | SK Racing                           | Yamaha YZF-R3      | 12   | +1 giro   | 4º      |       |

#### Ritirati
| Nº  | Pilota              | Squadra                     | Motocicletta       | Giri | Griglia |
| --- | ------------------- | --------------------------- | ------------------ | ---- | ------- |
| 18  | Alex Murley         | Team Toth                   | Yamaha YZF-R3      | 8    | 18º     |
| 49  | Marco Carusi        | 3570 Made in CIV            | Kawasaki Ninja 300 | 8    | 24º     |
| 21  | Avalon Biddle       | Sourz Foods - Benjan Racing | Kawasaki Ninja 300 | 4    | 36º     |
| 121 | Kimi Patova         | Kallio Racing               | Yamaha YZF-R3      | 2    | 32º     |
| 91  | Trystan Finocchiaro | Bierreti By 2R              | Yamaha YZF-R3      | 2    | 29º     |
| 14  | Enzo de la Vega     | GRT Yamaha                  | Yamaha YZF-R3      | 2    | 19º     |
| 84  | Michael Carbonera   | SK Racing                   | Yamaha YZF-R3      | 0    | 15º     |
| 23  | Manuel Bastianelli  | 3750 Made in CIV            | Kawasaki Ninja 300 | 0    | 20º     |

#### Squalificati
| Nº | Pilota       | Squadra           | Motocicletta       | Giri | Griglia |
| -- | ------------ | ----------------- | ------------------ | ---- | ------- |
| 88 | Mika Pérez   | WILSport Racedays | Honda CBR500R      | 12   | 2º      |
| 75 | Scott Deroue | MTM HS Kawasaki   | Kawasaki Ninja 300 | 12   | 7º      |
| 79 | Chris Taylor | MTM HS Kawasaki   | Kawasaki Ninja 300 | 12   | 21º     |

#### Non qualificato
| Nº | Pilota       | Squadra        | Motocicletta       |
| -- | ------------ | -------------- | ------------------ |
| 26 | Luke Hopkins | Hopkins Racing | Kawasaki Ninja 300 |